# コール・オン・ミー
「コール・オン・ミー」(Call on Me)は、ジャネット・ジャクソンとネリーの楽曲。

## 概要
ジャネットの9枚目のスタジオ・アルバム『トゥエンティー・イヤーズ・オールド』から1枚目のシングルとして発売された。
S.O.S.バンドの「テル・ミー・イフ・ユー・スティル・ケア」をサンプリングしている。
ミュージック・ビデオの監督はハイプ・ウィリアムスが務めた。

## 収録曲
US盤 CDシングル
1. Album Mix - 3:29
2. Extended Album Mix - 5:08
3. Album Instrumental - 3:28